# Italienische Schweiz

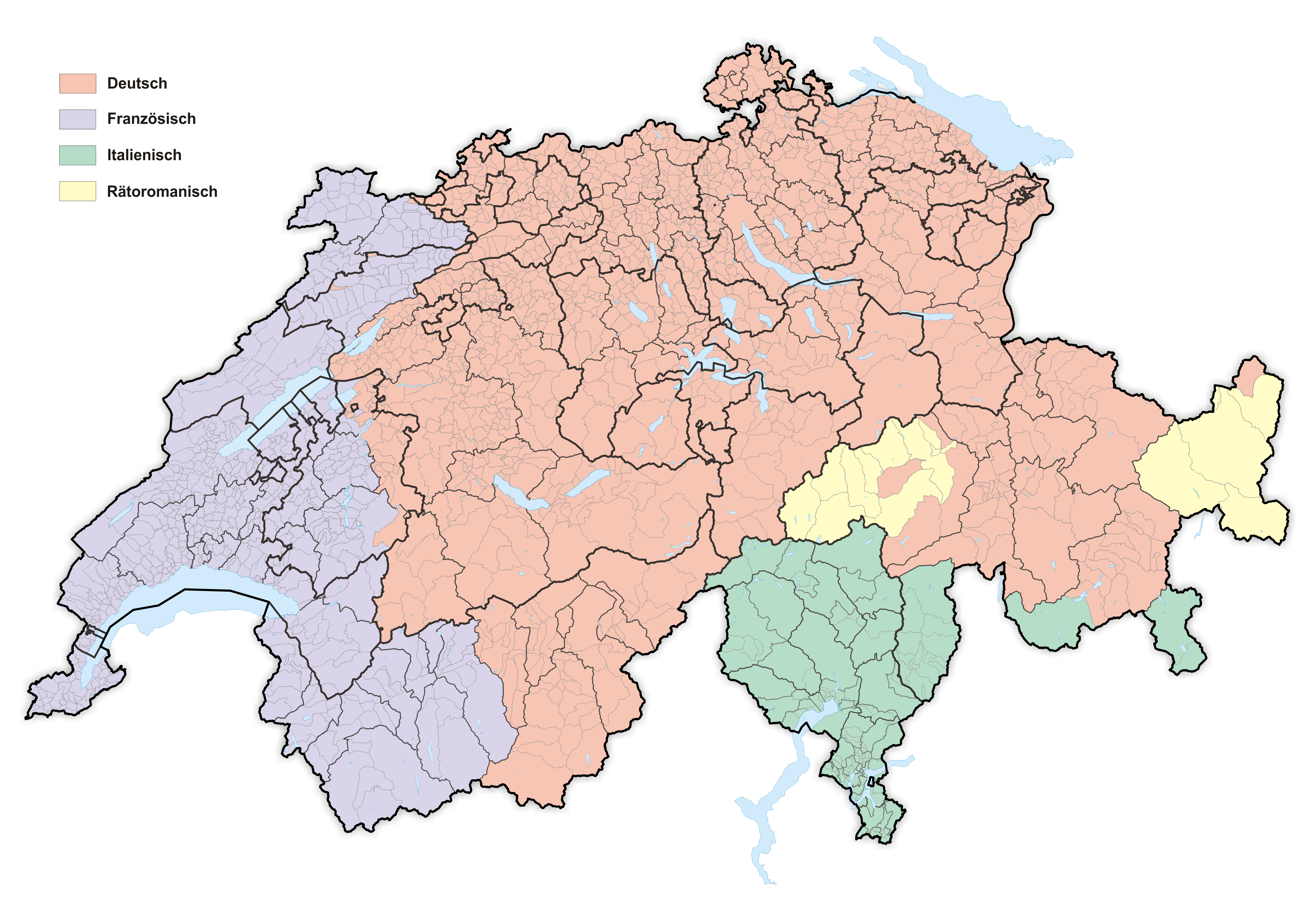
Sprachgebiete der Schweiz – Mehrheitsverhältnis nach der BFS-Erhebung 2010; Karte mit einem Gemeindebestand per 1. Januar 2025

Die italienische Schweiz (Svizzera italiana) umfasst die Regionen der Schweiz mit einer italienischsprachigen Bevölkerungsmehrheit. Der italienischsprachige Landesteil der Schweiz zählte 2015 ungefähr 350'000 Einwohner, das heisst etwa sechs Prozent der Schweizer Gesamtbevölkerung, die sich auf das Tessin und den Süden von Graubünden konzentrieren. Insgesamt leben jedoch 700'000 italienischsprachige Menschen in der Schweiz, die ungefähr acht Prozent der Bevölkerung ausmachen. Die grösste Gemeinde der italienischen Schweiz bildet mit rund 68'000 Einwohnern die Tessiner Stadt Lugano, die auch die grösste Stadt italienischer Sprache ausserhalb Italiens ist.
Italienisch ist in der Schweiz Amtssprache und somit dem Deutschen und dem Französischen rechtlich gleichgestellt (Rätoromanisch hat als vierte Landessprache der Schweiz den Status einer Amtssprache nur im Verkehr mit rätoromanischsprachigen Bürgern).

## Geographie
Den grössten und bekanntesten Teil der italienischen Schweiz bildet der Kanton Tessin. Zu ihr gehören ausserdem die Bündner Regionen Bergell, Calancatal, Misox und Puschlav (sowie eine Minderheit in der Ortschaft Bivio im Oberhalbstein). Die italienische Schweiz, also das Tessin und die italienischsprachigen Regionen des Kantons Graubünden, liegt auf der Alpensüdseite und ist weitgehend von Italien umgeben. Im Norden und Nordosten grenzt sie an die Schweizer Kantone Wallis und Uri. Vor allem das Untertessin, mit dem Wirtschaftshauptort Lugano, wird der grösseren Metropolregion Mailands zugerechnet. Campione d’Italia bildet eine Enklave im Kanton Tessin.
Die Fläche des Kantons Tessin beträgt 2812 Quadratkilometer, was sieben Prozent der Gesamtfläche der Schweiz entspricht. Etwa ein Viertel des Gebiets gilt als unproduktiv und ein Drittel davon ist bewaldet. Wichtige Akzente setzen die beiden grossen Seen Langensee/Lago Maggiore und Luganersee.
Im Bereich der Vegetation zählen zur reichhaltigen Flora besonders die ausgedehnten Wälder von Edelkastanien. Sie gibt es sonst nur noch in wenigen Gegenden der Welt in dieser Reinheit und Fläche. Zudem gedeihen im Kanton Tessin unzählige Palmen, Zypressen und andere Mittelmeerpflanzen. Daher wird der Kanton als «Sonnenstube der Schweiz» bezeichnet. Die italienischsprachigen Bündner Regionen sind dagegen entschieden sowohl in Flora und Fauna bergisch geprägt.

## Kultur

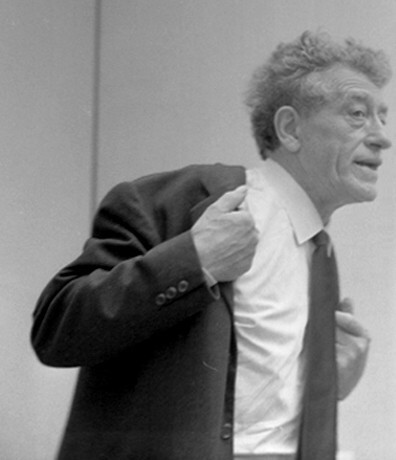
Alberto Giacometti auf der Biennale di Venezia, 1962

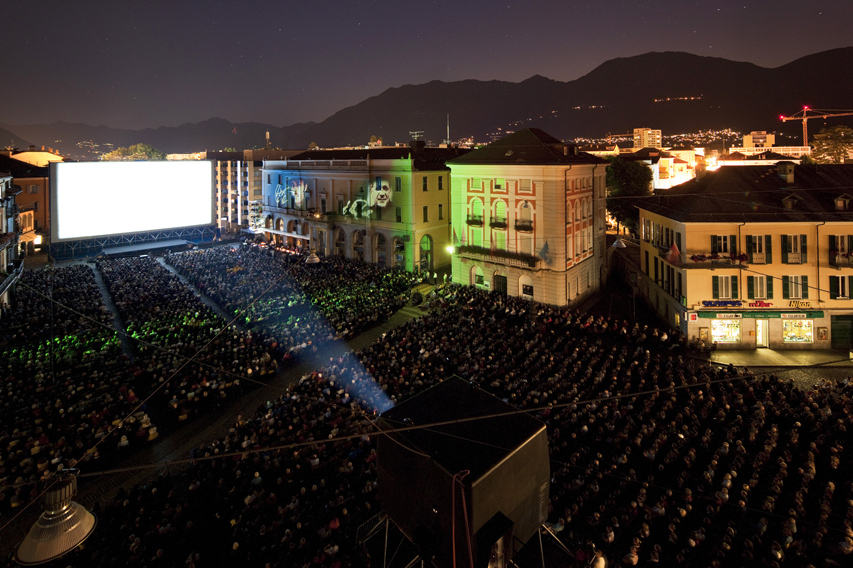
Das Locarno Festival auf der Piazza Grande in Locarno

Das kulturelle Leben der Region orientiert sich vornehmlich an Oberitalien, wobei jedoch auch ein reger Austausch zu den anderen drei Sprachregionen der Schweiz stattfindet. Der Landesteil ist dabei historisch in seiner Identität stets von einem gewissen Dualismus geprägt, zwischen der klaren politischen Zugehörigkeit zur Schweiz und der wichtigen kulturellen Brücke zum Nachbarstaat Italien.
Als Vertreter der italienischen Kultur der Schweiz sind vor allem die Mitglieder der Familie Giacometti, insbesondere Alberto Giacometti, zu nennen, die der bünderischen Gemeinde Stampa entstammen. Internationale Berühmtheit erlangte auch der in Mendrisio geborene Architekt Mario Botta, der unter anderem in Basel (Zweitsitz der Bank für Internationalen Zahlungsausgleich), in Tel Aviv/Ramat Aviv (Cymbalista-Synagoge, Campus der Universität Tel Aviv) oder in San Francisco (San Francisco Museum of Modern Art) Bauten von internationaler Ausstrahlung fertigstellte. Bezüglich des kulturellen Austauschs mit anderssprachigen Gebieten Europas fanden beispielsweise der Dichter und Schriftsteller Hermann Hesse in Montagnola (wo sich auch ein dem Dichter zu Ehren eingerichtetes Museum befindet), der Psychoanalytiker Erich Fromm, der Maler Paul Klee wie auch der Schriftsteller Erich Maria Remarque in Locarno eine neue Heimat.
Zu Beginn des 20. Jahrhunderts entwickelte sich auf dem Hügel Le Monesce bei Ascona, dem sogenannten «Monte Verità» («Hügel der Wahrheit»), eine Künstlerkolonie, die inmitten der Natur und vermeintlich abseits von Industrie und den urbanen Zentren im nördlicheren Europa nach neuen Formen des Zusammenlebens suchte und den Ort im Südtessin zu einer neuen Heimstätte des sogenannten «alternativen Denkens» machte.
In der Stadt Lugano befindet sich ausserdem das im Jahr 2015 eingeweihte Kulturzentrum «LAC» (Lugano arte e cultura), während in Locarno seit 1946 alljährlich die renommierten Filmfestspiele Locarnos stattfinden. Seit dem Jahr 1985 findet Ende Juni zusätzlich das zehntägige New Orleans Jazzfestival in Ascona statt, das den Namen JazzAscona trägt.

## Politik und Verwaltung
Bislang stammten alle Bundesräte der italienischen Schweiz aus dem Kanton Tessin:
- Stefano Franscini (1848–1857)
- Giovanni Battista Pioda (1857–1864)
- Giuseppe Motta (1911–1940)
- Enrico Celio (1940–1950)
- Giuseppe Lepori (1954–1959)
- Nello Celio (1966–1973)
- Flavio Cotti (1987–1999)
- Ignazio Cassis (2017–)

Auf nationaler Ebene entsendet der Kanton Tessin in der Legislaturperiode 2023–2027 neun Mitglieder in den Nationalrat, während aus dem Kanton Graubünden die aus Stampa stammende Politikerin Anna Giacometti die italienischsprachige Bevölkerung der Region vertritt. Im Ständerat entsendet nur der Kanton Tessin jeweils zwei italienischsprechende Mitglieder.
In Bellinzona befindet sich zudem auch das Bundesstrafgericht der Schweiz.

## Geschichte
Von 1512 bis 1797 gehörte als Untertanengebiet der Drei Bünde auch das Veltlin zum Einflussgebiet der Eidgenossenschaft. Mit dessen Loslösung im Rahmen der Napoleonischen Kriege verloren die italienischsprachigen Gebiete der Eidgenossenschaft und ihre Zugewandten Orte einen grossen Teil ihrer Fläche und Bevölkerung wie auch den räumlichen Zusammenhalt, sodass die heutige italienische Schweiz sich aus drei nicht zusammenhängenden Gebieten zusammensetzt. Durch die Druckerei Agnelli in Lugano und der von dort aus vertriebenen Zeitung «Gazzetta di Lugano» (ab 1798) erhielt die italienische Schweiz im 18. Jahrhundert ein wichtiges regionales Sprachrohr für die Verbreitung von Ideen und Debatten der europäischen Aufklärung. Weil die Pressefreiheit im Tessin stärker geschützt wurde als in den benachbarten italienischen Gebieten, entwickelte sie sich in dieser Zeit auch zu einem wichtigen Ort des Buchdrucks bis zum Risorgimento im 19. Jahrhundert fort.
Im Jahr 1803 wurde das Tessin zum vollwertigen Kanton aufgewertet und die italienische Sprache neben dem Deutschen und Französischen zur offiziellen Landessprache erklärt. Über Jahrzehnte hinweg sollte die sogenannte Hauptstadtfrage als Ausdruck des Kampfes zwischen den diversen politischen Kräften des Landesteils, also zwischen den Liberalen und Klerikalen den Kanton Tessin prägen. Erst im Jahr 1878 einigte man sich nach Wechseln zwischen Lugano, Locarno und Bellinzona schliesslich auf Letztere als alleinige Kantonshauptstadt. Prägend war für den Landesteil auch der im Jahr 1880 eröffnete Gotthardtunnel, der aber vor allem durch den Industriellen Alfred Escher und der von ihm gegründeten Schweizerischen Kreditanstalt in Zürich vorangetrieben wurde. Die Eröffnung des Gotthardtunnels beförderte sowohl die Industrialisierung des Tessins und machte den Landesteil auch zu einer wichtigen Verkehrsdrehscheibe zwischen Nord- und Südeuropa, dennoch wurden die Erwartungen an einen rasanten Wirtschaftsaufschwung, der zu Baubeginn oft beschworen wurde, in den unmittelbar darauffolgenden Jahren zumeist enttäuscht.

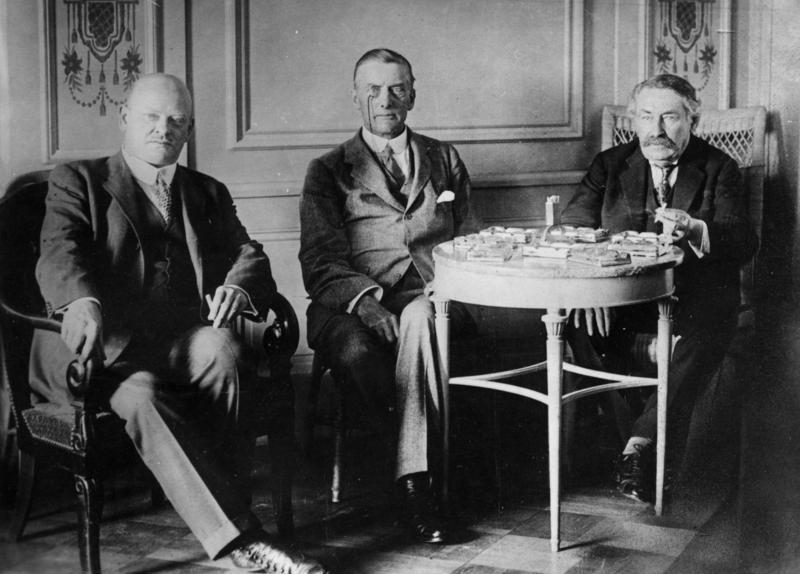
Die italienische Schweiz als internationale Dialogsplattform: die Verträge von Locarno des Jahres 1925 (v. l. n. r. Gustav Stresemann, Neville Chamberlain und Aristide Briand)

Im Jahr 1925 wurde die Stadt Locarno zudem während der Verträge von Locarno zeitweilig zum Zentrum der europäischen Diplomatie. Beim Vertrag, wo über die Aufnahme Deutschlands zum Völkerbund in Genf verhandelt wurde, ging es darum, die Isolation Deutschlands nach dem Ersten Weltkrieg zu durchbrechen und die Beziehungen zur jungen Republik im europäischen Gefüge zu normalisieren. Der Entscheid des Austragungsortes fiel deshalb zum ersten auf die neutrale Schweiz, und zum zweiten aufgrund der Nähe zu Italien, und weil Deutschland als Nichtmitglied des Völkerbunds nicht in Genf verhandeln wollte, auf die Stadt im Tessin. Die Strasse des «Palazzo del Pretorio», dem Austragungsort der Konferenz, wurde im Anschluss an die Konferenz in den Namen «Via della Pace» («Friedensstrasse») umgewandelt.
Als mitten im Zweiten Weltkrieg der Tessiner Bundesrat Giuseppe Motta starb, wollte man wiederum einen italienischsprachigen Bundesrat zu seinem Nachfolger wählen, um damit irredentistischen Ansprüchen des faschistischen Italiens zu begegnen. Mit dem in der Schweizer Bundespolitik bis dahin völlig unbekannten Tessiner Staatsrat Enrico Celio fand das Wahlgremium, die Vereinigte Bundesversammlung, schliesslich einen Kandidaten.
Wirtschaftsgeschichtlich entwickelte sich die italienische Schweiz vor allem durch die stetig wachsende Bedeutung des Bankenplatzes in Lugano, der in der zweiten Hälfte des 20. Jahrhunderts durch hohe Kapitaleinflüsse aus Italien hinter Zürich und Genf zum drittgrössten des Landes avancierte. Im Jahr 1938 wurde in Lugano ein Regionalflughafen eingerichtet, der 2016 eine Passagierzahl von 176'000 aufwies.

## Grösste Städte und Gemeinden der italienischen Schweiz
| Rang | Name       | Bevölkerungszahl |
| ---- | ---------- | ---------------- |
| 1.   | Lugano     | 68'387           |
| 2.   | Bellinzona | 43'900           |
| 3.   | Locarno    | 16'407           |
| 4.   | Mendrisio  | 15'704           |

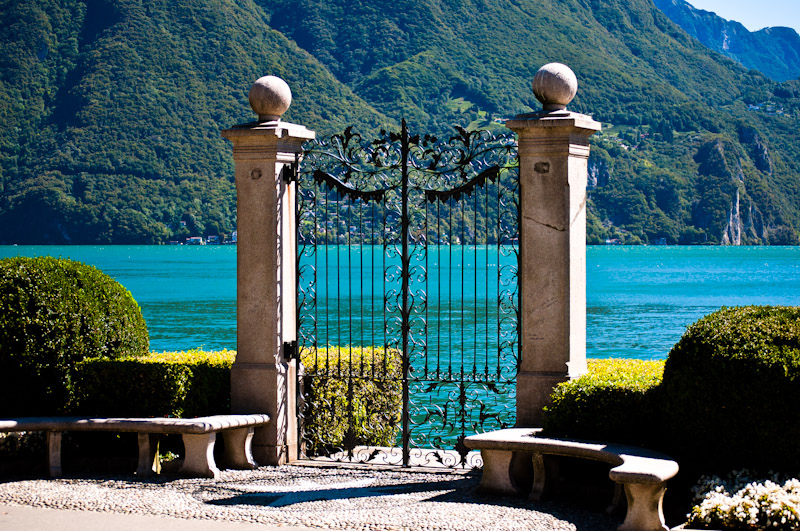
Seepromenade Luganos, der grössten Stadt der italienischen Schweiz

Die Stadt Lugano im Südtessin bildet historisch das kulturelle und wirtschaftliche Zentrum der italienischen Schweiz. Ihr kommt als grösste Stadt italienischer Sprache ausserhalb Italiens ebenfalls eine gewisse internationale Bedeutung zu. In der Agglomeration der Stadt leben seit dem 21. Jahrhundert ungefähr 40 Prozent der Tessiner Gesamtbevölkerung. Durch zahlreiche Gemeindezusammenschlüsse seit dem Beginn des 21. Jahrhunderts zählt die Stadt heute nach St. Gallen als neuntgrösste Stadt der Schweiz. Seit dem Jahr 1996 ist die Stadt zusammen mit Mendrisio Sitz der Universität der italienischen Schweiz sowie zahlreicher kantonaler Museen. Aufgrund der geographischen Nähe zu Mailand ist Lugano zudem diejenige Schweizer Stadt, welche einer grossen, europäischen Metropole am nächsten liegt und mit ihr einen gemeinsamen Metropolraum bildet.
Die Tessiner Kantonshauptstadt Bellinzona bildet historisch das Zentrum des nördlichen Kantonsteils. Sie wurde nach langen Konflikten und Auseinandersetzungen 1878 definitiv als Kantonshauptort bestimmt, was die Gemeinde somit zu einem wichtigen Verwaltungszentrum des Landesteils macht. Zu Beginn des 19. Jahrhunderts wurde die Stadt zu einem der wichtigsten Verkehrsknotenpunkte der Schweiz, erst mit der Eröffnung der Gotthardbahn in der Mitte des Jahrhunderts veränderte sich allerdings das soziale und wirtschaftliche Gesicht der Stadt.
Die Stadt Locarno, am Lago Maggiore gelegen, zeichnet sich auf nationaler Ebene vor allem durch seine kulturellen Institutionen aus. Die drittgrösste Stadt des Landesteils entwickelte sich im 19. Jahrhundert vor allem als international viel frequentierte Touristenplattform. Das 1946 initiierte internationale Filmfestival auf der «Piazza Grande» zählt gemeinhin als wichtigstes Organ seiner Art im Land (figuriert seit dem Jahr 2017 zudem als Sujet auf der Rückseite der 20 Franken Note der Schweiz).
Die Stadt Mendrisio, im südlichen Kantonsteil des Tessins gelegen, stellt eine wichtige kulturelle Brücke zwischen der Schweiz und Oberitalien dar. Die Gemeinde entwickelte sich vor allem in der zweiten Hälfte des 19. Jahrhunderts stark, als gen Süden hin auf der Hauptverkehrsachse prächtige Villen und Gebäude des lokalen Dienstleistungssektor entstanden. Seit dem Jahr 1996 ist die Stadt neben Lugano Universitätsstandort der hiesigen Hochschule (Fakultät für Architektur).